# In den Karen

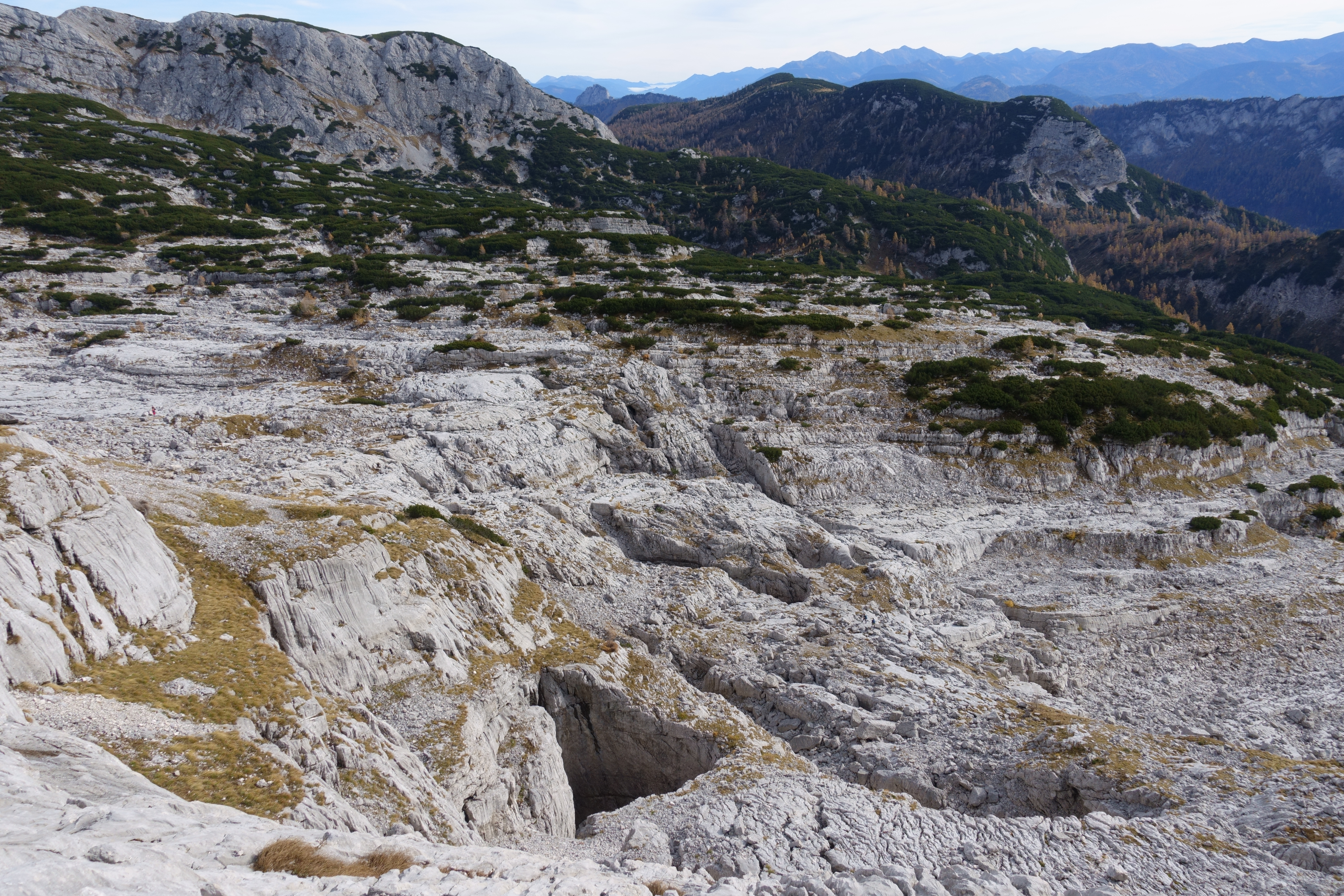
Schichttreppenlandschaft und Schächte im Kar, Blick zum Grubstein nach Osten

Als In den Karen wird ein Kar im südlichen Toten Gebirge bezeichnet. Es befindet sich im Gemeindegebiet von Bad Mitterndorf und erstreckt sich zwischen einer Höhe von etwa 1800 m ü. A. und 1950 m ü. A. Das Gebiet ist intensiv verkarstet und zeichnet sich durch eine hohe Höhlendichte aus. Das DÖF-Sonnenleiter-Höhlensystem ist mit einer Niveaudifferenz von −1092 Meter die tiefste Höhle im Toten Gebirge.

## Geographie
Das Kar ist etwa 1 km breit und wird im Westen vom Großen Tragl 2179 m ü. A. und im Osten vom Grubstein 2036 m ü. A. überragt. Beide Berge fallen mit steilen Wänden zum Karboden ab. Das Kar ist über den Weg 276, der vom Steirersee im Süden zum Großen Tragl führt, erreichbar.

## Geologie

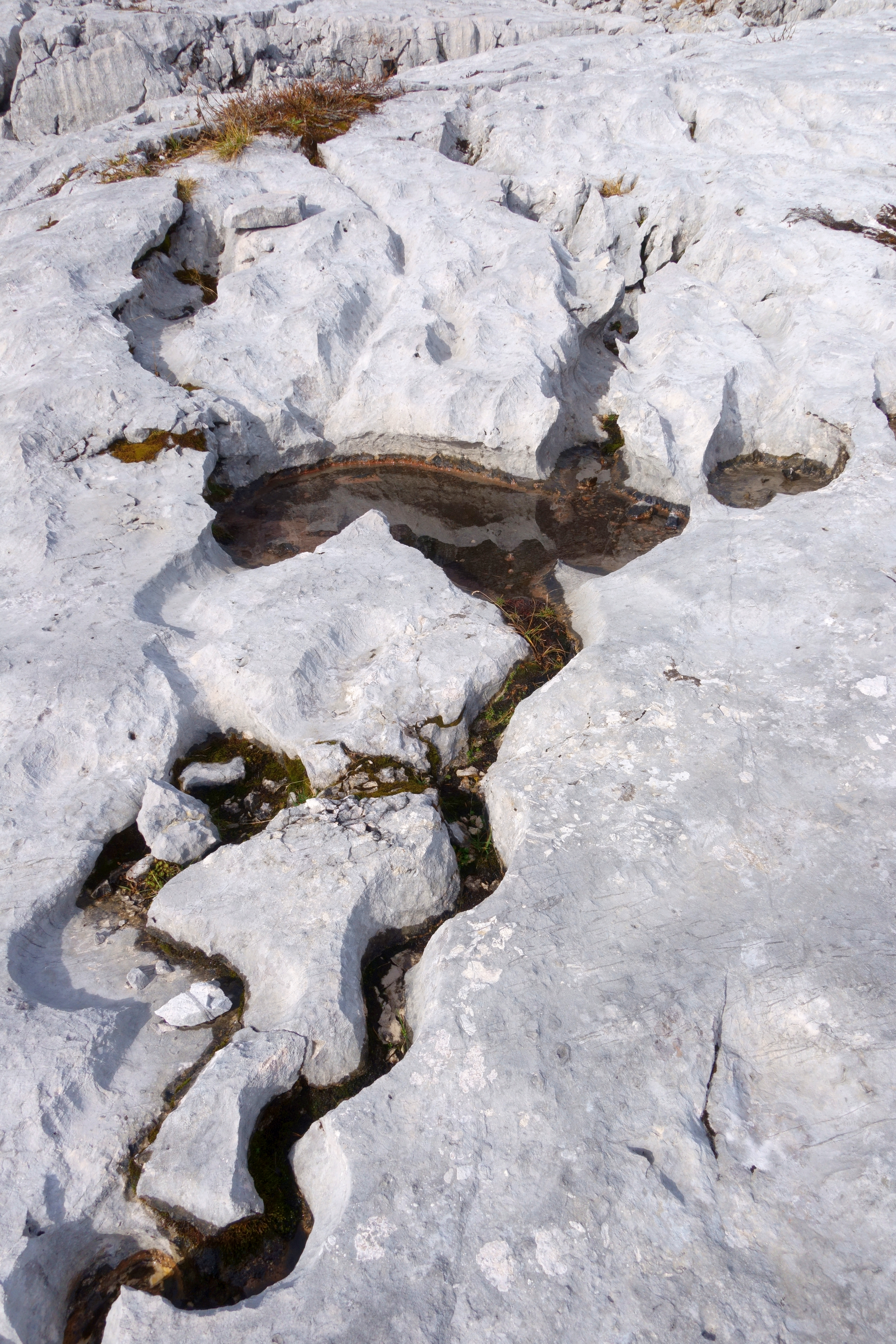
Kamenitza mit Mäanderkarre als Ablauf, In den Karen

Das Gebiet besteht aus gebanktem Dachsteinkalk der Trias und war während der Eiszeiten immer vergletschert. Der Gletscher floss nach Süden zum Steirersee. Durch die glaziale Erosion wurden ganze Schichtpakete des Dachsteinkalks freigelegt und es bildete sich eine ausgeprägte Schichttreppenlandschaften. Die Schichtflächen fallen leicht nach Süden ein und sind oft mit Kluft- und Rinnenkarren überprägt. Die verschiedenen Karstformen sind häufig lehrbuchmäßig ausgeprägt und es wurden internationale Studien zur Entstehung von Karen durchgeführt. Auf kaum geneigten Schichtflächen bilden sich Kamenitzas und Mäanderkarren.

## Geschichte
Die Aufmerksamkeit der Öffentlichkeit richtete sich erstmals auf das Gebiet, nachdem Herbert Jungbauer, ein Schifahrer aus Linz, am 13. März 1948 in einen offenen, mehr als 100 m tiefen Schacht gestürzt war. Bei einem Bergeversuch konnte der Schifahrer nicht gefunden werden. Die sterblichen Überreste Jungbauers konnten erst 1978 bei einer Höhlenbefahrung gefunden werden. Das Jungbauerkreuz am Wanderweg erinnert an dieses Unglück.

## Speläologie
Im Sommer 1951 wurde eine offizielle Expedition des Verbandes Österreichischer Höhlenforscher im Gebiet abgehalten, um die sterblichen Überreste Jungbauers zu bergen. Der Unglücksschacht konnte im Sommer jedoch nicht leicht gefunden werden. Auf einem Areal von 250 × 150 m wurden 43 Schächte gefunden, eingemessen und markiert. Dieser Teil des Gebiets des Kars wurde daraufhin Tauplitz-Schachtzone genannt. Neben dem DÖF-Sonnenleiter-Höhlensystem (1625/379) ist auch der Burgunderschacht (1625/20) eine bedeutende Höhle im Gebiet. Die meisten Schächte mit größeren Einstiegen enden bereits zwischen 5 und 80 m Tiefe. Sie sind entweder mit Moränenschutt oder Schnee verlegt.

## Vegetation
In den Karen ist durch eine ausgeprägte Vegetationsarmut und das völlige Fehlen von oberflächlichen Gerinnen gekennzeichnet. Im unteren Bereich des Kars wachsen noch vereinzelt Europäische Lärchen (Larix decidua) und Gemeine Fichte (Picea abies), darüber sind nur noch wenige Flecken mit Bergkiefern (Pinus mugo) vorhanden.

## Karten
- Alpenvereinskarte Bl. 15/2 (Totes Gebirge – Mitte), 1:25.000; Österreichischer Alpenverein 2008; ISBN 978-3-928777-31-5.